# コンビニコーヒー

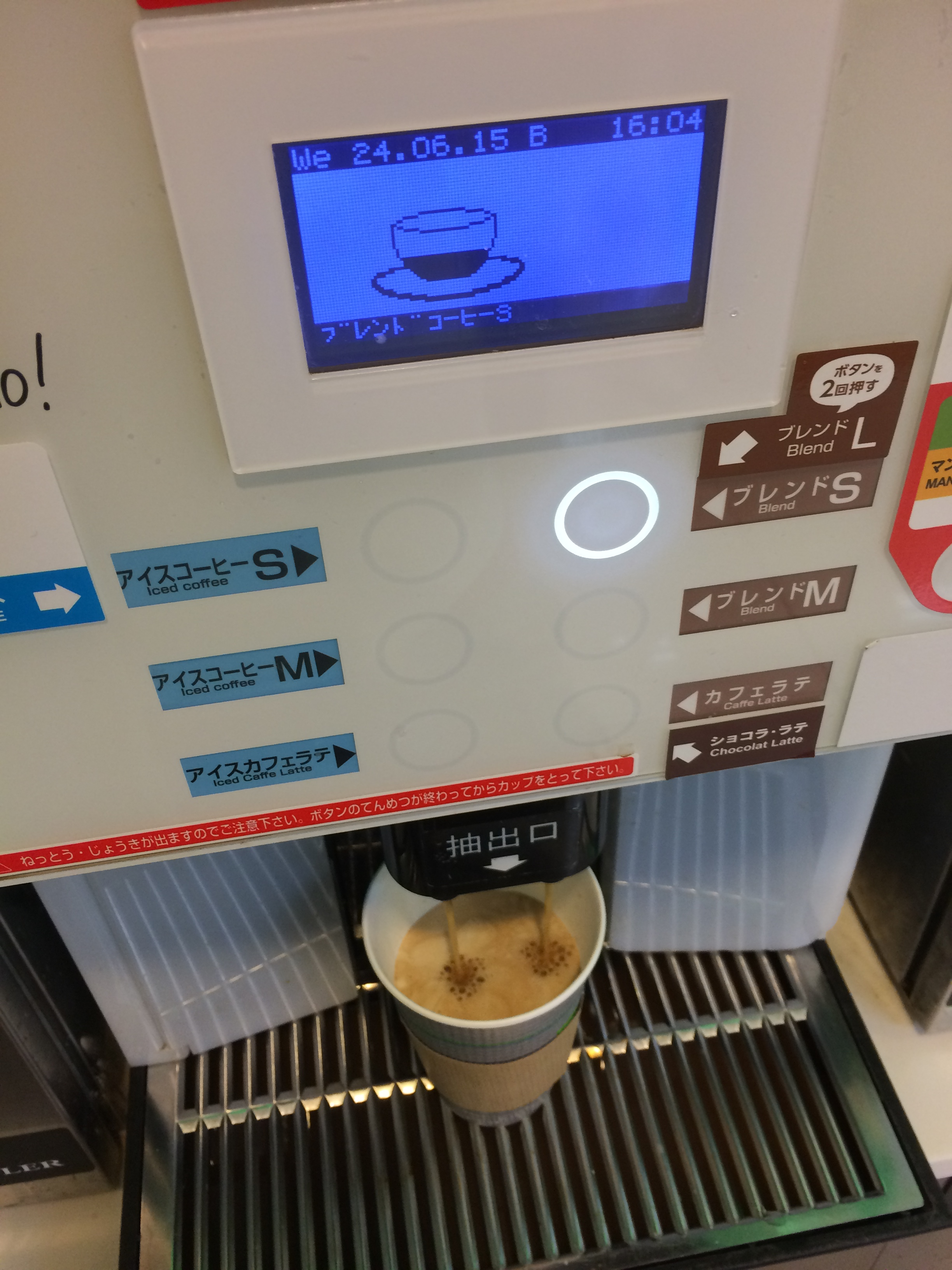
ファミリーマートの
エスプレッソマシン。

コンビニコーヒーとは、日本、台湾のコンビニエンスストアのレジカウンターで販売されるカップ入りのコーヒーである。
購入客自身が、カウンターでカップを受け取り、抽出する方式から、カウンターコーヒーとも呼ばれ、カウンター商材の1つに位置付けられる。
1980年代からセブン-イレブンが幾度となく導入しては撤退を続け、2004年に台湾のセブン-イレブンが導入し、2010年代からその他のコンビニエンスストア大手各社が導入して普及した。提供方法は各社により異なるが、いずれも最低価格が100円程度で、コーヒーメーカーを使ってその場で抽出する。淹れたての風味や多彩なメニューにより、通勤客やカフェの主な客層である女性や若年層の支持を得て定着した。サンドイッチやデザートなどの「ついで買い」も多いとされる。

## 歴史

### 日本
1980年代前半からコンビニ各社では、店頭で注文を受けてコーヒーを提供する方法を模索し、コーヒーメーカーで煎れておいたコーヒーをカップに注いで提供する方法や現在のものに近い自動マシンでのセルフサービスでの提供などが行われていたいたが定着には至らなかった。特にセブン-イレブンは早くから、注文を受けるとコーヒー豆をパックしたカセットとカップを提供し、客自身がレジ横のマシンにセットしてコーヒーを淹れるシステムを入れていたが成功しなかった。2002年にセブン-イレブンは、4度目の挑戦として「バリスターズカフェ」を展開し、2005年に関西・東海地区周辺で約1000店まで拡大して一定の成功を得るが業績は芳しくなかった。
2011年1月にローソンが、2012年9月にファミリーマートが、それぞれカフェラテの販売を開始する。2013年1月にセブン-イレブンが、5回目の挑戦としてセブンカフェを開始するとその展開の早さから大ヒットを記録した。2014年10月に、JR東日本系の駅ナカコンビニであるNewDays（NEWDAYS）も「EKI na CAFE」としてカウンターコーヒーを開始した。
2013年の日経ヒット商品番付（日経MJ）でセブンカフェが東の横綱を、同年のヒット商品ベスト30（日経トレンディ）でコンビニコーヒーが1位を獲得した。

### 台湾
1986年にセブン-イレブンでセルフコーヒーの販売を始めるが、1年足らずで停止する。その後、コーヒーの需要が育つのを待つ期間が続き、2004年に台湾のセブン-イレブンでCity Cafeの名称で導入される。

## 影響
コンビニコーヒーが広がった2013年、日本国内のコーヒー消費量は6年ぶりに過去最高となり、2014年には2013年を上回る消費量を記録した。コンビニコーヒー登場初期は、ドトールが「客数や売り上げにはほとんど影響がない」とするなど、影響はごく小規模なものだったが、スターバックスやドトールなどのカフェや、これまでコーヒーが人気だったマクドナルド、日本コカ・コーラなどの飲料各社の缶コーヒーの売り上げにも食い込んでおり、競争が激化している。
2015年に総務省は、消費者物価指数にコンビニコーヒーを加えた。

## 評価
川島良彰は「総じて酸味を抑えている」と指摘して「万人に受け入れられる味を目指した結果である」と分析している。原価は12 - 13パーセントと推測してコーヒー豆の輸入価格の変動に対応が課題となるとしている。

## その他

### 窃盗
2021年1月21日、コンビニのコーヒーの多くがセルフ方式となっている点を衝き、通常サイズ料金でラージサイズ (L) のカフェラテを盗んだ熊本市中央区役所区民課の非常勤職員の男が熊本県警 熊本中央警察署に窃盗の現行犯で逮捕されている。男は約20回繰り返していた。なお通常、コンビニにあるコーヒーマシンの裏側（レジ側）には何の種類、サイズのコーヒーを入れているのかがわかる様にランプが点滅する仕組みになっている。

## 販売

### 街ナカ

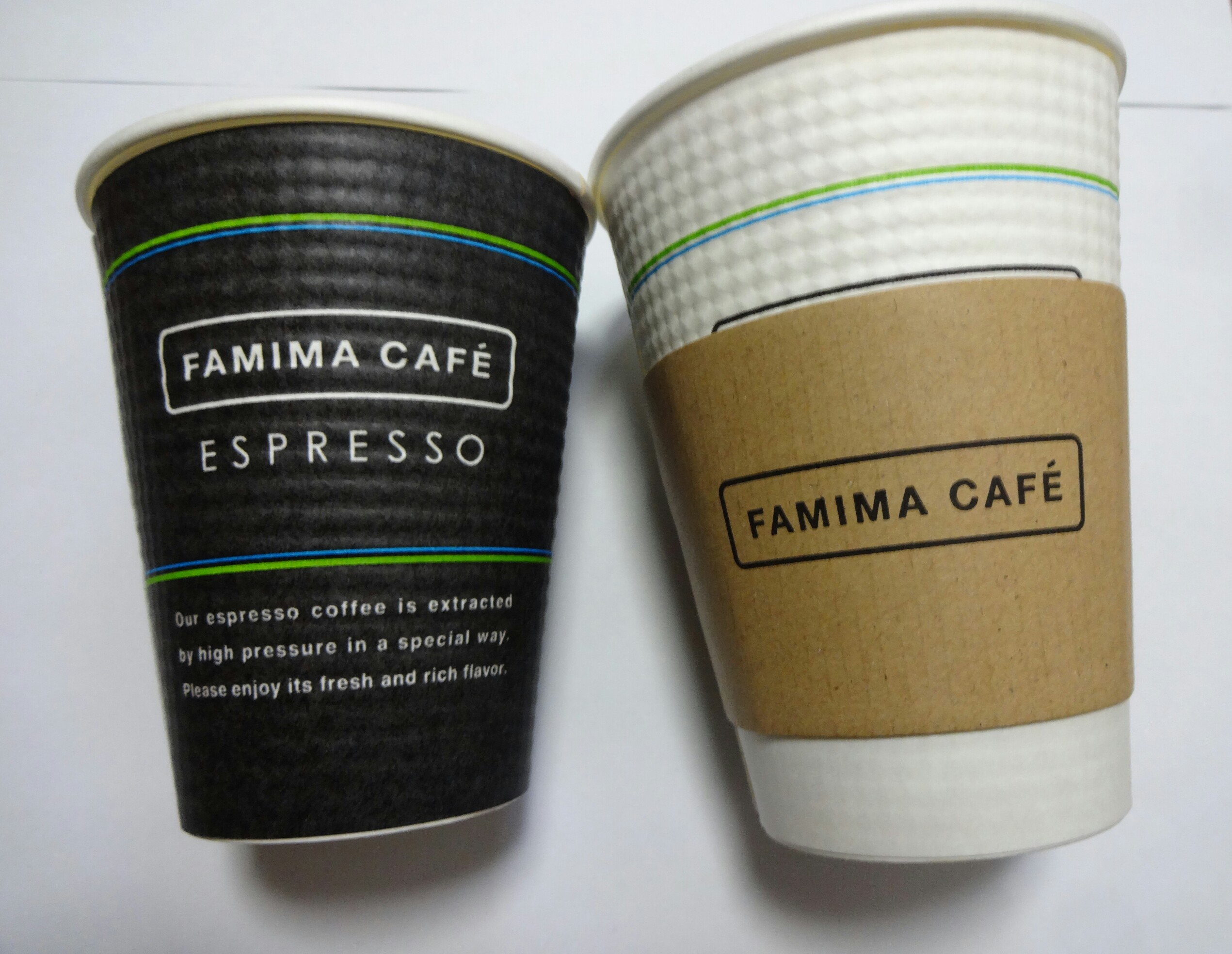
ファミリーマートのカップ。
左はSサイズ、右はMサイズ。
店舗によっては持ち手として
スリーブを配布している
（右に付けられた茶色のボール紙）。

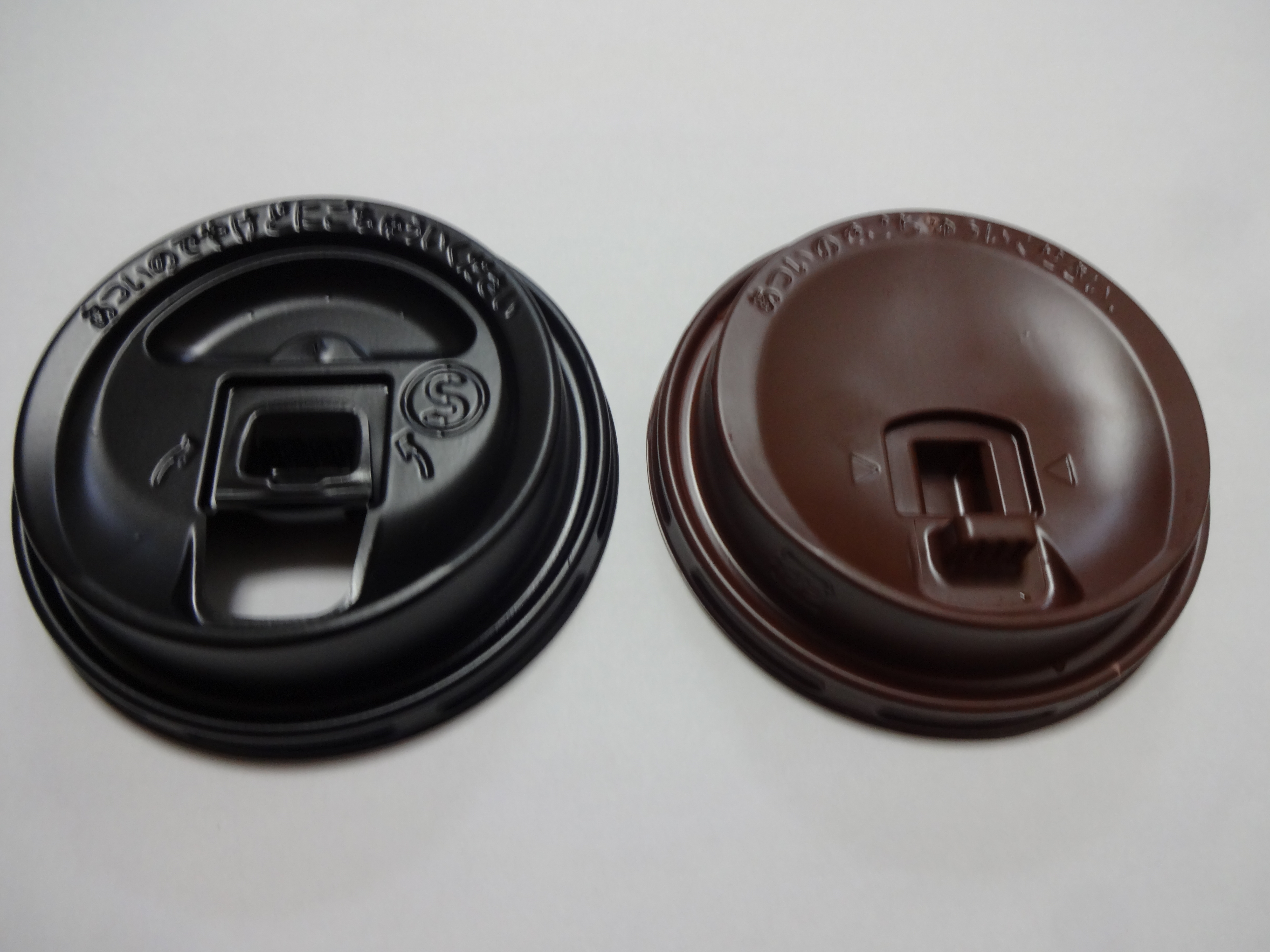
コンビニコーヒーの蓋。左は飲み口を開けたもの、右は開けていないもの。

セブン-イレブン
富士電機との共同開発によるコーヒーマシンを全国に展開し、「セブンカフェ」のブランド名で販売している。1店舗当たり1日平均120杯を売り上げ、2014年に700億円以上を売り上げた。
ローソン
セブン-イレブン同様80年代末頃から何度かセルフのコーヒーマシンを導入していた。2017年現在のブランド名「マチカフェ」となってからはマシンをレジ担当が操作する対面式販売にこだわり、ファンタジスタと呼ばれる社内資格を設けている。現在は混雑解消のため、イタリア製のエスプレッソマシンを導入したセルフサービス方式での提供を再開した店舗もある。1店舗当たり1日平均100杯程度を売り上げる。
ファミリーマート
ドイツ製のエスプレッソマシンを導入し、「ファミマカフェ」のブランド名で1店舗当たり1日平均9000円を売り上げる。紅茶や抹茶ラテ、フラッペなど、コーヒー以外の販売にも力を入れている。
サークルK/サンクス
「サークルKサンクス」社時代の2009年から、キューリグ・エフィー社の「K-Cup」専用カートリッジ方式を導入し、ブランド名を「FAST RELAX CAFE」とした。2016年にファミリーマートと合併し、コーヒーマシンは順次「ファミマカフェ」のマシンに更新された。
ミニストップ
ドリップ方式で提供し、ブランド名はソフトクリームやドーナツなどと同じ「MINISTOP CAFE」としている。ホットコーヒーはアメリカンがあったり、一部店舗はフェアトレードコーヒーを販売している。アイスコーヒーはカップ入りのアイスコーヒー用氷が販売されておらず、アイスコーヒー用のカップに店員が氷を事前に入れて提供する。店舗によっては客が氷を入れる場合もある。イオングループのイオンの一部店舗では「イオンドリップカフェ」を提供している。

### 駅ナカ

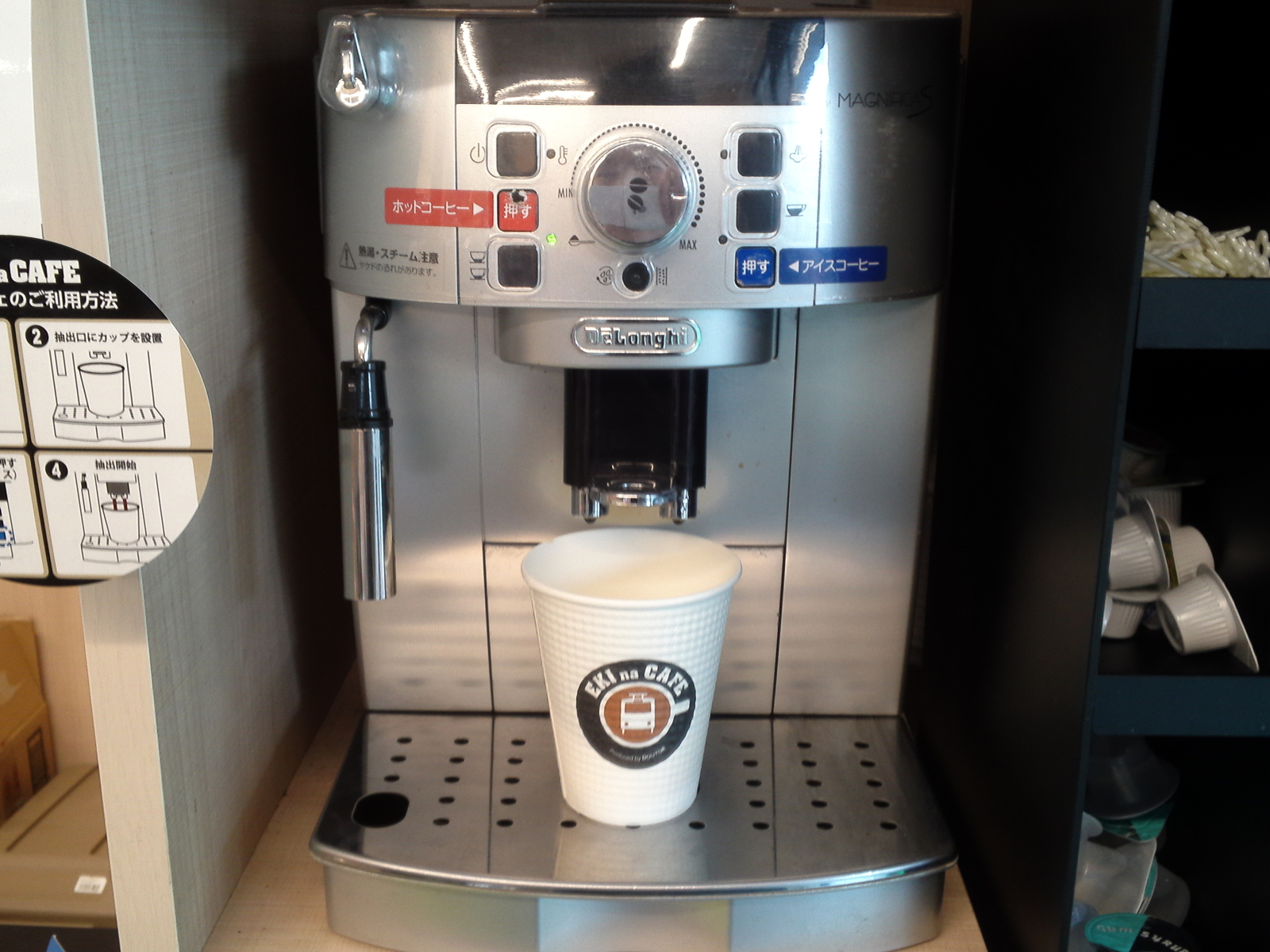
EKI na CAFE
（エスプレッソマシンからの抽出）

NewDays (NEWDAYS)
「EKI na CAFE」として展開する。店舗により、エスプレッソマシンで抽出か、ポットに蓄えられたものか異なる。コーヒー豆はドトールから供給を受けている。
コーヒー展開後にそれまで「Eki Rich」（チルド菓子）「Sweet Life」（半生菓子）として展開していた菓子類を「EKI na CAFE」に統合した。
ベルマート
東海キヨスクが運営するベルマートの一部店舗は、ジョージアブランドのコーヒーサーバーで提供されるコーヒーやドーナツなどを提供する。